# 尼娜·哈根
尼娜·哈根（1955年3月11日—）是一名国际知名的德国歌手与演员。有人甚至称她为「朋克之母」。

## 生平
原名卡特尼娜哈根，1955年生于民主德国柏林的尼娜哈根本想成为一名演员，却在1972年入学考试中落榜。于是她在波兰与一些乐队一起演出，接着成为了"Orchester Alfons Wonneberg"的一员。在1974年成功的结束了为期一年的的职业歌手培训后，尼娜哈根被「汽车乐队」在一次演出中发现，随即开始了她的真正演艺生涯。键盘手米歇尔荷以巴赫为她写了那首著名的「你忘记了那部彩色电影」( Du hast den Farbfilm vergessen ) 。这首歌直至今日被视为另类。她于1975年离开了汽车乐队， 并加入了"Fritzens Dampferband" 乐队中。因为公开地与移出民主德国的音乐人及作家沃尔夫·比尔曼合作，使尼娜哈根流亡到了西方世界。她来到了英国。
在回到民主德国之后，尼娜哈根于1977年成立了尼娜哈根乐团。1978年有了广受关注的唱片「尼娜哈根乐团」( Nina Hagen Band )。
1998年，尼娜哈根在戏剧家贝尔托·布莱希特100年诞辰之际回到了柏林。她与梅丽特贝克( Meret Becker ) 一起于“朋克布莱希特之夜”中演出了“我们俩都叫阿娜”， 并且与诗人对话。1999年，她参与了三文钱的歌剧CD的录制。这出三文钱的歌剧的现场演出中她却没有出场，她说道：“我非得唱掉我的头为止吗？我才不想破坏我的嗓音！”
电影人彼特任柏（Peter Sempel）于1994年到1999年期间为尼娜哈根制作了一部实验性的纪录片。这是一部关于尼娜与她的家庭以及她的引路人的电影。
使得尼娜哈根广受关注的重点是她非同寻常的发声能力与作词唱歌的创造力。

## 外部連結
- 尼娜·哈根（德国国家图书馆目录相关文献）
- Das Nina-Hagen-Archiv （页面存档备份，存于）
- Nina Hagen （页面存档备份，存于） by laut.de
- 尼娜·哈根在互联网电影资料库（IMDb）上的資料（英文）
- Die Zeit: Nicht zu fassen, Interview mit Antonia Baum （页面存档备份，存于）
- Seltene Live-/Video-Aufnahmen von Nina Hagen